# 苯氟仿
苯氟仿也称为三氟甲苯（英語：Trifluorotoluene）是一种氟代烃，分子式为CF3C6H5，常用于许多除草剂和药物前体的有机合成。

## 合成
在实验室中由铜催化三氟碘甲烷和卤苯小规模合成三氟甲苯：
PhX + CF3I → PhCF3（其中 X= I、Br）
工业上通常由三氯甲苯和氟化氢在加压反应器中生产三氟甲苯：
PhCCl3 + 3 HF → PhCF3 + 3 HCl